# 帝亞吉歐
帝亞吉歐公众有限公司（Diageo plc）是英国的跨国酒精饮料公司，总部位于伦敦。帝亞吉歐是世界最大的蒸馏酒出产商，亦是重要的啤酒及葡萄酒生产商。
帝亞吉歐旗下品牌包括：斯米诺（Smirnoff）（伏特加）、（Johnnie Walker）（苏格兰威士忌）、貝禮詩奶酒（Baileys）（利口酒）及健力士（Guinness）（司陶特啤酒）。帝亞吉歐的白酒品牌则包括水井坊。此外，帝亞吉歐拥有酩悅·軒尼詩34%的股权，后者旗下品牌包括酩悅香檳（Moët & Chandon）、凯歌香槟（Veuve Clicquot）及軒尼詩（Hennessy）。帝亞吉歐的产品销往世界180多个国家，在大约80个国家设有办事处。
帝亚吉欧的股票的首要上市交易地为伦敦证券交易所，是富时100指数的成份股。帝亚吉欧的市值约为489亿英镑（2013年5月7日股价），是伦敦证交所上市的第八大公司。帝亚吉欧的第二上市地是纽约证券交易所。

## “Diageo”名称
公司名称“Diageo”是1997年成立时由品牌顾问事务所沃尔夫·奥林斯所新创的名字。此名称由两部分构成：拉丁语词根“dies”，意为“日子”，与希腊语词根“geo”，意为“地、地球”，组合而成的名字意喻帝亚吉欧每天、在世界各地提供快感。

## 帝亚吉欧全球化轨迹
- 帝亚吉欧将全球业务划分为五大地理区域：北美区、欧洲区、拉丁美洲及加勒比区、非洲区及亚太区。帝亚吉欧总部设在英国伦敦，业务遍及全球180多个市场，在80余个国家设有办公室。公司在全球各地都有制造工厂，比如英国、爱尔兰、美国、加拿大、西班牙、意大利、非洲、拉丁美洲、澳大利亚、印度和加勒比地区。
- 帝亚吉欧公司历史轨迹：
- 1759，Arthur Guinness先生签下了一份租用都柏林圣詹姆士门酒厂9000年的合同
- 1934，MRMA ltd正式成为一家上市公司
- 1961-1964，MRMA ltd的股票首次上市，公司名称更改为Grand Metropolitan Hotels ltd
- 1971-1973，Grand Metropolitan Hotels ltd通过收购Truman、Hanbury及Buxton ltd正式进驻酿酒行业进而收购了Watney Mann ltd及其所属的世界各地的酿酒厂及Vintners ltd。正式更名为：Grand Metropolitan plc（大都会）
- 1986，健力士收购the Distillers Company ltd
- 1987，健力士旗下的the Distillers Company ltd 及Arthur Bell & Sons合并为United Distillers
- 1997，大都会与健力士两大酒业公司宣布合并成立帝亚吉欧
- 2000，帝亚吉欧宣布将专注于高档酒类业务[17]

## 帝亚吉欧中国发展历史
帝亚吉欧大中华区（中国大陆和澳门）成立于2002年，总部设在上海。
- 1995年，旗下产品正式进入中国市场。
- 2002年，帝亚吉欧大中华区成立，总部设在上海。
- 2007年，帝亚吉欧洋酒贸易（上海）有限公司（DCL）正式运营。
- 2012年，帝亚吉欧成为四川水井坊股份有限公司的实际控股方，成为第一个控股中国A股上市公司的外资公司。
- 2013年，帝亚吉欧成为四川成都水井坊集团有限公司唯一股东[18]。

2008年12月帝亚吉欧获得了由《21世纪经济报道》、《21世纪商业评论》评选的“最佳企业社会公民”称号。

## 香港
- 怡和酒業有限公司於1982年在香港成立辦事處。2004年，該公司成為酩悅軒尼詩和帝亞吉歐的合資企業，2006年發展成為現時的酩悅軒尼詩帝亞吉歐香港有限公司。

## 台灣
- 1989年11月9日，巴拿馬商帝亞吉歐有限公司台灣分公司核准設立，統編23530924。

## 外部連結
维基共享资源上的相關多媒體資源：帝亞吉歐